# Einar Sandberg
Einar Sandberg (3 novembre 1905 – 5 luglio 1987) è stato un calciatore norvegese, di ruolo attaccante.

## Carriera

### Club
Sandberg giocò con la maglia del Gjøa.

### Nazionale
Conta una presenza per la Norvegia. Il 10 ottobre 1926, infatti, fu in campo nella sfida persa per 3-4 contro la Polonia.